# Jacquemontia gracillima
Jacquemontia gracillima är en vindeväxtart som först beskrevs av Jacques Denys Denis Choisy, och fick sitt nu gällande namn av Hallier f. Jacquemontia gracillima ingår i släktet Jacquemontia och familjen vindeväxter. Inga underarter finns listade i Catalogue of Life.